# Accord commercial anti-contrefaçon
Pour les articles homonymes, voir ACAC et ACTA.
- États-parties à la convention (signé et ratifié)
- Pays signataires
- Pays membres de l'U.E. signataires avec l'Union
- Pays membres de l'U.E. non signataires malgré l'Union
- Pays associé d'une autre manière

 Voir le traité sur Wikisource
L'accord commercial anti-contrefaçon (ACAC), plus connu sous l'acronyme ACTA (pour Anti-Counterfeiting Trade Agreement), est un traité international multilatéral sur le renforcement des droits de propriété intellectuelle, négocié de 2006 à 2010 par une quarantaine de pays. L'accord définitif de l'ACTA a été signé par huit pays : États-Unis, Australie, Canada, Corée du Sud, Japon, Maroc, Nouvelle-Zélande et Singapour le 1er octobre 2011, rejoints le 26 janvier 2012 par 22 États membres de l'Union européenne dont la France, l'Italie, le Royaume-Uni, mais pas l'Allemagne. La phase de ratification nécessitait l'approbation parlementaire des États signataires. La ratification a été suspendue dans de nombreux pays à la suite de la vive polémique concernant l'ACTA, et rejetée par le Parlement européen. Le Brésil, la Chine, l'Inde et la Russie n'ont pas été associés aux négociations.
Contrairement à ce qu'indique son nom, l'Accord commercial anti-contrefaçon n'est pas un accord commercial. Par ailleurs, le terme de « contrefaçon » englobe différents types d'atteintes aux droits de propriété intellectuelle, qu'il s'agisse de brevets, du droit d'auteur, du droit des marques, des indications géographiques, couvrant ainsi les produits contrefaits, certains médicaments génériques, ainsi que les infractions au droit d'auteur sur Internet. Il vise à établir un nouveau cadre juridique que des pays peuvent rejoindre volontairement et à créer son propre organisme de gouvernance en dehors des institutions internationales déjà existantes (comme l'Organisation mondiale de la propriété intellectuelle ou les Nations unies).
L'absence de transparence des négociations, a suscité de vives critiques, les dispositions du nouvel accord s'annonçant bien plus complètes et restrictives que celles déjà prévues par l'ADPIC (accords de l'OMC sur la propriété intellectuelle), négociées à la fin du cycle d'Uruguay du GATT en 1994. La fuite d'informations dès mai 2008 par l'intermédiaire de Wikileaks a provoqué une importante mobilisation de la société civile contre cet accord, qui a dès lors exigé une procédure démocratique de négociation. Une version officielle est publiée le 20 avril 2010, une nouvelle version étant rendue publique le 6 octobre 2010. Entamées dès 2006, les négociations avaient pourtant officiellement commencé en juin 2008, soit près de deux ans avant qu'un texte officiel ne soit rendu public.
Le 4 juillet 2012, le Parlement européen a rejeté le traité en séance plénière par 478 voix contre et 39 pour et 165 députés se sont abstenus,.

## Histoire
Les négociations formelles sont hébergées successivement par chacun des pays participants. Celles-ci ont eu lieu de façon secrète et n'ont été dévoilées publiquement qu'après-coup : à la suite d'une question de l'eurodéputé Alexander Alvaro (FDP), le 1er juillet 2008, la Commission européenne a par exemple affirmé, le 12 septembre 2008, par la voix de Peter Mandelson, que le Conseil de l'UE avait adopté des règles concernant les négociations de l'ACAC le 14 avril 2008, et que le premier round de négociations avaient eu lieu les 3-4 juin 2008 à Genève, le second ayant eu lieu les 29-31 juillet 2008 à Washington.
Dès le 22 mai 2008, avant le premier round officiel, un document préparatoire a été transmis à Wikileaks, permettant à la presse de s'emparer du sujet,,,.
Une source anonyme a ensuite transmis une ébauche du texte à Wikileaks, qui l'a publiée en mai 2009. La Commission européenne, le Représentant américain au commerce, le ministère des Affaires étrangères et du Commerce et d'autres agences gouvernementales ont confirmé qu'elles participaient aux négociations, mais ont refusé jusqu'à mi-2010 de publier des ébauches du traité ou de discuter des sujets à l'étude.

### Chronologie des réunions de négociations
1. Une première réunion, de « pré-négociation » et de discussions techniques, s'est tenue en Suisse (Genève) le 4 octobre 2007 ; à ce moment, les pays suivants avaient rejoint les négociations : l'Australie, l'Union Européenne, la Jordanie, le Mexique, le Maroc, la Nouvelle-Zélande, la République de Corée, Singapour et les Émirats arabes unis. Une seconde réunion a eu lieu au même endroit la première semaine de décembre 2007 ; par la suite les négociations prennent un tour plus officiel et l'on peut parler de « rounds ».
2. Washington, D.C. (États-Unis), du 29 au 31 juillet 2008[21].
3. Tokyo (Japon), les 8 et 9 octobre 2008[22]. Un mois plus tard, la commission Européenne précise qu'il n'y a « à ce stade aucun accord sur un texte »[23].
4. Paris (France), du 15 au 18 décembre 2008[24]
5. Rabat (Maroc), les 16 et 17 juillet 2009 ; les participants étaient alors l'Australie, le Canada, l'Union Européenne (représentée par la Commission Européenne, la présidence de l'UE (la Suède) et des pays membre de l'Union), le Japon, la République de Corée, le Mexique, le Maroc, la Nouvelle-Zélande, la Suisse, Singapour, les États-Unis[25]. Les discussions lors de cette rencontrent se concentrèrent sur la coopération internationale, les questions pratiques et les problèmes institutionnels. La transparence fut aussi discutée, notamment l'information du public et des actionnaires concernés. Les participants se mirent d'accord pour publier des plans d'agendas avant chaque round de négociations important[25]
6. Séoul (Corée du Sud), du 4 au 6 novembre 2009 ; les discussions se focalisèrent sur l'application dans le domaine digital et criminel[26].
7. Guadalajara (Mexique), du 26 au 29 janvier 2010 ;
8. Wellington (Nouvelle-Zélande), du 12 au 16 avril 2010 ; furent discutés : les mesures aux frontières et l'application des procédures numériques (les deux premiers jours), les aspects criminels et civils (les deux jours suivant), et la transparence (le dernier jour)[27]. Des documents confidentiels avaient été dévoilés en mars, indiquant le lieu et l'agenda des négociations alors que ces détails devaient être gardés secrets. Avant le début des négociations la Nouvelle-Zélande aurait appelé à une plus grande transparence, soutenue en cela par l'Union Européenne ; mais les États-Unis s'opposèrent fermement à la publication du projet ACTA[28]. Profitant de ce que les négociations de ce « round » étaient en cours, l'ONG InternetNZ organisa un événement baptisé PublicACTA le 10 avril 2010, pour informer et débattre du contenu connu et supposé de l'ébauche de l'ACTA[29]. Lors de cet événement, la « Déclaration de Wellington » fut mise au point par plus de 100 participants, et fut publiée le jour suivant avec une pétition pour obtenir son application. Le 13 avril, elle avait été signée par 6 645 personnes ; elle fut par la suite remise au gouvernement de Nouvelle-Zélande, qui la communiqua aux autres pays participants aux négociations[30]. Le 16 avril, les pays participants publièrent un communiqué commun précisant qu'ils avaient décidé à l'unanimité de rendre public le texte consolidé le 21 avril. Il fut également décidé de ne pas révéler les prises de positions respectives des pays en présence lors des négociations[31]. L'ébauche officielle[PDF] fut publiée le 20 avril[32].
9. Lucerne (Suisse), du 28 juin au 1er juillet 2010.
10. Washington (États-Unis), du 16 au 20 août 2010.
11. Tokyo (Japon), fin septembre 2010.

À la suite du 8e round des négociations à Wellington (12-16 avril 2010) et à la résolution du Parlement européen de mars 2010 réclamant à nouveau la publication des documents, la première ébauche officielle de l'ACAC fut publiée le 20 avril. Celle-ci n'indique pas les positions respectives de chaque pays, ni le déroulement des négociations. Elle comporte six chapitres, le deuxième étant le plus important, et se divise comme suit :
- Chapitre 1. Premières dispositions et définitions (« Initial Provisions and Definitions ») ;
- Chapitre 2. Cadre juridique pour l'application des droits de propriété intellectuelle (« Legal Framework For Enforcement of Intellectual Property Rights ») ;
- Chapitre 3. Coopération internationale (« International Cooperation ») ;
- Chapitre 4. Applications pratiques (« Enforcement Practices ») ;
- Chapitre 5. Organisation institutionnelle (« Institutional Arrangements ») ;
- Chapitre 6. Clauses finales (« Final Provisions »).

Le Chapitre 2 comporte quatre parties, et contient des dispositions sur l'application civile, criminelle, les mesures aux frontières et « l'application des droits de propriété intellectuelle dans l'environnement numérique ».
En juin 2010, l'Inde et la Chine, qui ne prennent pas part aux négociations, ont décrit l'ACTA comme des « accords ADPIC plus », arguant que l'avant-projet dépassait ces derniers, qui étaient en train d'être négociés à l'OMC. C'est également à l'OMC que l'idée que l'ACTA pourrait perturber le commerce a émergé au sein du conseil des ADPIC et aurait été soutenue par « la plus grande partie des 153 membres de l'OMC ».
La réunion de Tokyo a donné lieu à une nouvelle ébauche, publiée par la députée européenne Sandrine Bélier (Europe Écologie) le 7 octobre 2010, dans laquelle on peut lire que ce texte « reflète le résultat du 11e et dernier round de négociation tenu à Tokyo ». Cependant, « quelques délégations ont exprimé des réserves sur des parties spécifiques du texte, qui sont mises en évidence dans le texte par des soulignements et des lettres en italique ». Quelques points de divergence demeurent sur cette version. Les États-Unis ne veulent pas que la partie dédiée aux procédures judiciaires civiles s'applique aux brevets. Une divergence persiste sur la condamnation du camcording (en) (enregistrement pirate de films diffusés dans les salles de cinéma). Le texte prévoit que les parties « peuvent » prévoir des procédures pénales et des sanctions spécifiques, allant jusqu'à l'emprisonnement, mais certains pays souhaitent les rendre obligatoires. Là encore, les positions défendues par chaque État ne sont pas indiquées. Cependant, quelques principes majeurs semblent avoir fait l'objet d'un consensus. L'imposition d'amendes et de peines d'emprisonnement « suffisamment élevées » contre le « piratage à une échelle commerciale », y compris lorsque ce dernier est réalisé sans but lucratif ; cette mesure pourrait viser notamment le pair-à-pair. Le texte vise à protéger les marques, les droits d'auteur et droits voisins (producteurs, artistes interprètes notamment). Certains pays souhaiteraient écarter les marques commerciales du champ d'application, et des critiques sont émises sur le fait de viser explicitement « l'utilisation illicite de réseaux de distribution massive à des fins de contrefaçon », ce qui semble là aussi viser le pair-à-pair.
Les négociations de Tokyo étaient censées être les dernières, mais les négociateurs n'auraient annoncé qu'un accord de principe le 2 octobre, d'autres réunions seraient donc envisageables. Au début du mois d'octobre, le Parlement européen a par ailleurs fait pression sur la Commission pour tirer au clair certaines informations, les eurodéputés bénéficiant désormais d'un pouvoir de veto sur les traités internationaux.
Après quelques amendements restreignant les demandes des producteurs d'audio-visuel, le texte a été adopté dans sa version définitive le 3 décembre 2010.
En janvier 2012, le texte est signé par l'UE. Puis il est rejeté en juillet 2012, enterrant définitivement le traité dans l'Union européenne.

### Passage du texte devant le Parlement européen
Le Parti populaire européen (PPE, droite), l'Union pour l'Europe des nations (UEN) et deux membres de l'Alliance des démocrates et des libéraux pour l'Europe (ADLE) ont déposé, le 17 septembre 2008, au nom du groupe ADLE, une proposition de résolution sur les priorités européennes pour 2009, qui « invite » notamment « la Commission à conclure dès que possible l'ACTA » . Le 18 décembre 2008, le Parlement européen a adopté, par 309 voix contre 232, une résolution commune du Parlement européen invitant à rendre les documents préparatoires publics.
Le 10 mars 2010, le Parlement européen a adopté, par 633 voix contre 13, une résolution soutenue par les cinq plus importants groupes politiques qui enjoint à la Commission européenne et le Conseil de l'Union européenne de rendre publics les documents de négociation de l'ACAC. Le parlement a, par ailleurs, menacé d'intenter une action devant la Cour européenne de justice si la Commission européenne ne respecte pas le traité de Lisbonne, qui l'oblige à informer le Parlement européen à tous les stades de négociation,.
En France, le Parti Socialiste et Europe Écologie (en particulier Kader Arif, Françoise Castex, Sandrine Bélier, Eva Joly) se sont opposés à l'ACAC et ont appelé à lui faire barrage une fois sa signature par la France connue. Le 9 septembre 2010, le Parlement européen a adopté la déclaration écrite no 12 sur l'ACAC après que celle-ci a obtenu les 369 signatures nécessaires à son adoption. Déposée par les eurodéputés Françoise Castex (S&D), Alexander Alvaro (ALDE), Stavros Lambrinidis (S&D) et Zuzana Roithová (PPE), ce texte demande à la Commission de la transparence via la mise à disposition de tous les documents relatifs aux négociations. Selon la déclaration, l'accord ne doit pas imposer « de restrictions à la procédure judiciaire ni affaiblir les droits fondamentaux » et « ne doit pas imposer indirectement l'harmonisation de la législation européenne sur le droit d'auteur, les brevets ou les marques et qu'il convient de respecter le principe de subsidiarité ». Il souligne qu'une « évaluation des risques économiques et d'innovation doit précéder l'introduction de sanctions pénales dans les cas où des mesures civiles sont déjà instaurées ». La déclaration considère aussi que les intermédiaires techniques ne doivent pas « être tenus responsables des données qu'ils transmettent ou hébergent (…) dans une mesure qui impliquerait une surveillance préalable ou le filtrage de ces données ».
Ces alertes sont réitérées en janvier 2011 après lecture du texte final par un comité d'experts juridiques. La Commission européenne considère que, bien qu'émanant d'experts, ces remarques ne sont pas fondées, dans sa réponse du 27 avril 2011
Le jour même de sa signature par l'UE, le 26 janvier 2012, Kader Arif, son rapporteur au Parlement européen, a démissionné, dénonçant l'ensemble du processus ayant abouti à la signature de l'accord définitif, qu'il a qualifié de mascarade. Il a fait part des menaces que ce texte fait peser sur la société civile, de l'absence de prise en compte des revendications du Parlement européen concernant les atteintes aux droits individuels, et de manœuvres pour que le traité soit adopté avant que l'opinion publique ne soit alertée. En Pologne, le même jour, la signature de ce traité a conduit à de fortes manifestations. L'absence de transparence a même conduit à ce que l'eurodéputée Marielle Gallo renvoie, dans son projet de rapport au Parlement de 2010 concernant le renforcement de l'application des droits de propriété intellectuelle, à une page de Wikipédia pour présenter l'ACTA, en l'absence de page officielle.
Le jeudi 31 mai 2012, trois commissions du Parlement européen se sont prononcées contre l'Accord commercial anti-contrefaçon : la Commissions Industrie, recherche et énergie (ITRE), la Commission Libertés civiles, justice et affaires intérieures (LIBE) et la Commission des affaires juridiques (JURI). En Commission ITRE, les eurodéputés ont suivi l'avis de la rapporteure du Parti pirate suédois Amelia Andersdotter (31 pour, 26 contre), estimant qu'ACTA et sa vision archaïque des droits de propriété intellectuelle pourraient avoir des effets néfastes sur l'innovation et la créativité en Europe. La Commission LIBE a quant à elle adopté (36 pour, 1 contre, 21 abstentions), l'avis du rapporteur Dimítris Droútsas (S&D, GRE), qui juge que l'accord anti-contrefaçon va à l'encontre de la Charte des droits fondamentaux. La Commission affaires juridiques (JURI) a pour sa part rejeté le rapport pro-ACTA de Marielle Gallo (PPE, FR) (10 pour, 12 contre, 2 abstentions). En tant que vice-présidente de la commission affaires juridiques (JURI) et ayant pris également part au vote en LIBE, Françoise Castex s'est félicitée de « ces votes (qui) sont de bon augure dans la perspective du vote en plénière, qui devrait intervenir la première semaine de juillet. C'est la preuve, encore une fois, que plus on connaît ACTA, plus on est contre ! », avant de tempérer « des divergences se font ressentir au sein de certains groupes, comme le Parti populaire européen (PPE) et les libéraux (ALDE), mais la situation reste serrée et incertaine. C'est pourquoi il est fondamental que les citoyens restent mobilisés jusqu'au rejet définitif de l'accord ».
Sylvie Guillaume, vice-présidente du Groupe socialiste et membre de la commission des Libertés civiles, s'est réjouie que « ce vote permette de sanctionner à la fois une méthode, celle de la négociation en catimini menée pendant des années, sans la moindre consultation des parlements des pays concernés, mais aussi une logique selon laquelle les seuls intérêts des multinationales seraient défendus alors que les usagers seraient considérés comme des suspects en puissance ».
Le 4 juillet, le Parlement européen rejette ACTA en séance plénière par 478 votes contre 39 (tous membres de l'UMP et du groupe majoritaire au Parlement, le PPE), et 165 abstentions.

### Ratification par les États-Unis
Aux États-Unis, le traité est négocié en tant que sole executive agreement : seul le Président Barack Obama aura besoin de le signer, sans qu'il soit nécessaire de procéder à une ratification par le Sénat. Fin octobre 2010, 75 professeurs de droit ont critiqué par une lettre ouverte cette procédure, affirmant que l'exécutif outrepassait ses droits, la procédure de sole executive agreement étant limitée à certains domaines dont la propriété intellectuelle ne fait pas partie.
Une demande de transmission des documents préparatoires, faite par James Love, le directeur de Knowledge Ecology International (une association fondée par Ralph Nader), en s'appuyant sur le FOIA (Freedom of Information Act), a été refusée par Washington en mars 2009. L'administration Obama affirmait que ces documents étaient classés pour des raisons de « sécurité nationale », conformément au décret présidentiel 12 598.
À la suite de déclarations du représentant américain du commerce, la députée européenne socialiste Françoise Castex a demandé si l'ACTA était juridiquement contraignant, puisque l'article 1.2 accorde à chaque État le soin de transposer en droit interne l'accord selon ses propres modalités et que le gouvernement américain avait affirmé que cette transposition se ferait de façon flexible. La députée a notamment souligné que l'article 2.2 de l'ACTA contredisait des dispositions du Patient Protection and Affordable Care Act (la loi de 2010 réformant le système de santé aux États-Unis) qui établissait des plafonds concernant les dommages et intérêts en cas de non-respect des brevets de médicaments. Faut-il donc comprendre, demande F. Castex, que l'ACTA ne serait juridiquement contraignant que pour les États du Sud ?

### Autres ratification
Au Canada, des groupes ont fait une demande d'accès à l'information, mais ont seulement reçu un document complètement raturé qui ne montrait que le titre du document.
Le Mexique a ratifié le traité le 11 juillet 2012.

## Contenu
L'ACTA a été élaboré par plusieurs États, qui se rencontraient périodiquement pour négocier : l'Australie, le Canada, la Corée du Sud, les Émirats arabes unis, les États-Unis, le Japon, la Jordanie, le Maroc, le Mexique, la Nouvelle-Zélande, Singapour, la Suisse ainsi que l'Union européenne (UE) Son objectif est décrit comme une réponse à « l'augmentation dans le commerce international des contrefaçons et des produits sous copyright piratés »,.
L'idée de créer un traité multilatéral sur la contrefaçon a été développée par le Japon et les États-Unis en 2006. Le Canada, l'Union européenne et la Suisse rejoignirent les discussions préliminaires entre 2006 et 2007. Les négociations officielles commencèrent en juin 2008, avec l'Australie, le Mexique, le Maroc, la Nouvelle-Zélande, rejoints en cours de route par la République de Corée et Singapour. D'après les comptes-rendus, les négociations aboutirent à un accord de principe au début d'octobre 2010, avec peu de divergences marquantes. Toutefois, le Parlement européen a fait part de ses inquiétudes sur nombre de points en contradiction avec le droit de ses principaux pays adhérents. Selon l'UE, un accord final était attendu dans les semaines suivantes. Après une série de fuites d'ébauches du texte en 2008, 2009 et 2010 les parties en présences publièrent une version officielle de l'ébauche, le 20 avril 2010. Une version retravaillée du texte, résultat de la dernière série de négociations à Tokyo, fut rendue publique le 6 octobre 2010.
Le texte final a été signé par le Comité exécutif de l'UE le 26 janvier 2012, alors que le rapporteur de cet accord démissionnait le même jour, dénonçant une mascarade.

### Cadre juridique
L'ACTA établit un nouveau cadre juridique créant son propre organisme de gouvernance, le Comité de l'ACTA, indépendant des institutions internationales déjà existantes comme l'Organisation mondiale de la propriété intellectuelle (OMPI, WIPO en anglais) ou les Nations unies. Répondant à la question de savoir pourquoi l'ACTA n'est pas mené au sein du G8, de l'OMC, de l'OMPI ou d'autres structures existantes, la Commission européenne a expliqué qu'un tel accord, de type « transversal » (Path Breaking) nécessite une grande flexibilité pour « [être poursuivi] parmi les pays intéressés », alors que « l'adhésion à ces organisations (G8, OMC et WIPO) ne sont simplement pas les plus propices » pour le mener à bien.
Un résumé officiel des éléments clé en discussion, publié en novembre 2009, indique que l'ACTA a pour but « de mettre à profit les règles internationales existantes dans le domaine de la propriété intellectuelle, en particulier sur les accords TRIP, et projette d'aborder des problèmes d'application là où les participants ont remarqué que le cadre juridique international existant n'existe pas ou doit être renforcé ».
La Commission européenne indique qu'il vise à améliorer les standards internationaux pour mener des actions contre les atteintes à grande échelle au droit de la propriété intellectuelle. Dans cette optique, l'ACTA aura trois composantes principales : la coopération internationale, la préparation de mises en application et l'établissement d'un cadre juridique pour l'application des droits de la propriété intellectuelle. Officiellement, l'ACTA visait principalement les économies émergentes, « où la propriété intellectuelle pourrait être améliorée, comme la Chine, la Russie ou le Brésil », qui signeraient le « global pact ». Cela pourrait être justifié en France quand on sait que 70 % des produits contrefaits saisis par les douanes viennent de Chine. Le Rapport spécial 301, publié en 2008 par le Représentant américain au commerce (USTR), indique que « l'ACTA rassemblera les pays conscients de l'importance majeure d'un droit à la propriété intellectuelle fort pour une économie prospère ». L'ACTA est conçu comme un effort fourni par les pays pour « élever le standard international de l'IPR afin de faire face aux défis actuels de la contrefaçon et du piratage ». Il « se basera sur les succès bilatéraux et régionaux précédents de l'administration ». Ainsi, les discussions au sein de l'OMPI étant bloquées, différents pays emmenés par l'Inde, le Brésil considérant que des pans importants de leur économie sont bâtis sur le partage de la connaissance et refusant certains aspects du Digital Millennium Copyright Act, l'ACTA, initié par des diplomates américains et japonais, permet de contourner ce blocage.
Les articles 5 et 6 du traité incluent la création d'un « Comité de l'ACAC » qui pourrait  amender l'accord, avec l'approbation des participants présents. Un rapport public ou judiciaire ne sera pas nécessaire pour amender le texte, et les représentants des industries concernées pourraient donner un avis consultatif sur les amendements,.

### Dispositions principales
L'ACTA impose aux pays signataires des limitations sévères sur le droit de la propriété intellectuelle touchant Internet et le commerce de produits protégés par ce droit. Le texte prévoit que les signataires sont libres d'adopter des dispositions plus contraignantes que celles prévues dans le traité. La proposition, telle qu'elle a été négociée en 2008, contiendrait un plan pour inciter les pays en voie de développement à adhérer à cette entente.
Le traité établi engage ses signataires à mettre leur droit en conformité avec les règles de fonctionnement prévues dans le traité, avec des dérogations importantes au principe de la procédure contradictoire prévu par le droit français, et la mise en place de procédures d'exception, dites « mesures provisoires », visant à agir au plus vite lorsque le cas le nécessite. Il vise à s'opposer aux violations du droit d'auteur ou de la propriété intellectuelle, imposant une application stricte des lois sur le droit de la propriété intellectuelle dans différents pays. Bien que les bagages personnels puissent être exclus par chaque pays de son champ d'application, une procédure d'injonction est prévue, obligeant tout tiers violant un droit, ou présumé le violer, ainsi que tout tiers susceptible de détenir des informations, à remettre à la justice l'ensemble des éléments permettant de lutter contre ces fraudes supposées, y compris des informations concernant des tiers. Par ailleurs des procédures d'indemnisation forfaitaire doivent être mises en œuvre par les législations des signataires.

#### Obligations sur les FAI
Il impose aussi de nouvelles obligations de coopération aux fournisseurs d'accès à Internet (FAI), incluant la divulgation directement aux supposées victimes d'informations touchant leurs clients tout en restreignant l'usage d'outils informatiques protégeant leur vie privée.
Critique, l'eurodéputée socialiste Françoise Castex affirme ainsi :
« Le traité propose de responsabiliser les « intermédiaires techniques », c'est-à-dire les fournisseurs d'accès à Internet (FAI). C'est aberrant ! Lorsque l'on achète par correspondance une contrefaçon, le facteur n'est en rien responsable. C'est anti-économique et injuste. Le messager n'est pas responsable.

L'ACTA exige des FAI qu'ils préviennent et mettent fin à la contrefaçon, au risque de sanctions décidées par l'État. Les FAI deviennent alors des super-gendarmes chargés de surveiller leur réseau. Cette mesure va complètement à l'encontre de l'idée de neutralité du net défendue par les politiques. On risque de voir se mettre en place un filtrage des sites et même une riposte graduée mondiale, semblable à l'Hadopi française. »

#### Médicaments génériques
Le texte imposerait aussi, au nom de la lutte contre la contrefaçon, des mesures susceptibles de bloquer la circulation de médicaments génériques. Les génériques, notamment ceux produits en Inde, sont reconnus dans certains pays et approuvés par l'Organisation mondiale de la santé. Mais ils restent sous monopole de brevets dans de nombreux pays où ils passent en transit. En renforçant la lutte contre la contrefaçon, l'ACTA systématiserait des mesures de blocage de médicaments génériques, traités comme de la contrefaçon. Cette crainte est fondée sur des événements récents, comme le blocage de médicaments contre le sida, achetés par la facilité d'achat Unitaid, blocage opéré pendant un mois par les autorités douanières d'Amsterdam en février 2009. Néanmoins, l'ACTA fait référence à plusieurs textes établissant une priorité des objectifs de santé publique sur le respect des droits de propriété intellectuelle. Le fait d'inclure ou non les brevets pharmaceutiques parmi ces marchandises en transit relève de plus de l'interprétation des États,.

## Critiques

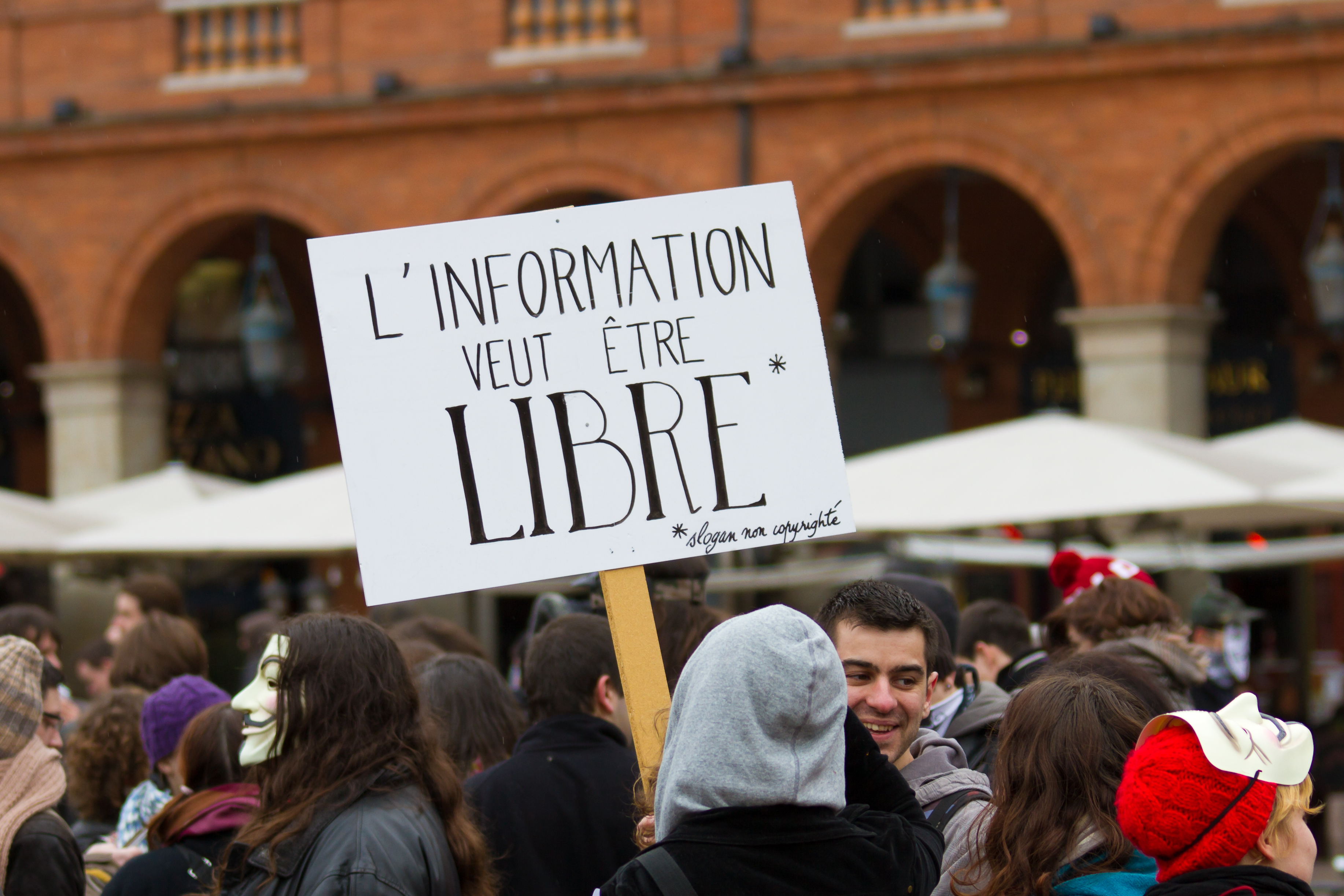
Manifestant anti ACTA, le 28 janvier 2012 à Toulouse, avec sur sa pancarte le slogan hacktiviste « L'information veut être libre ».

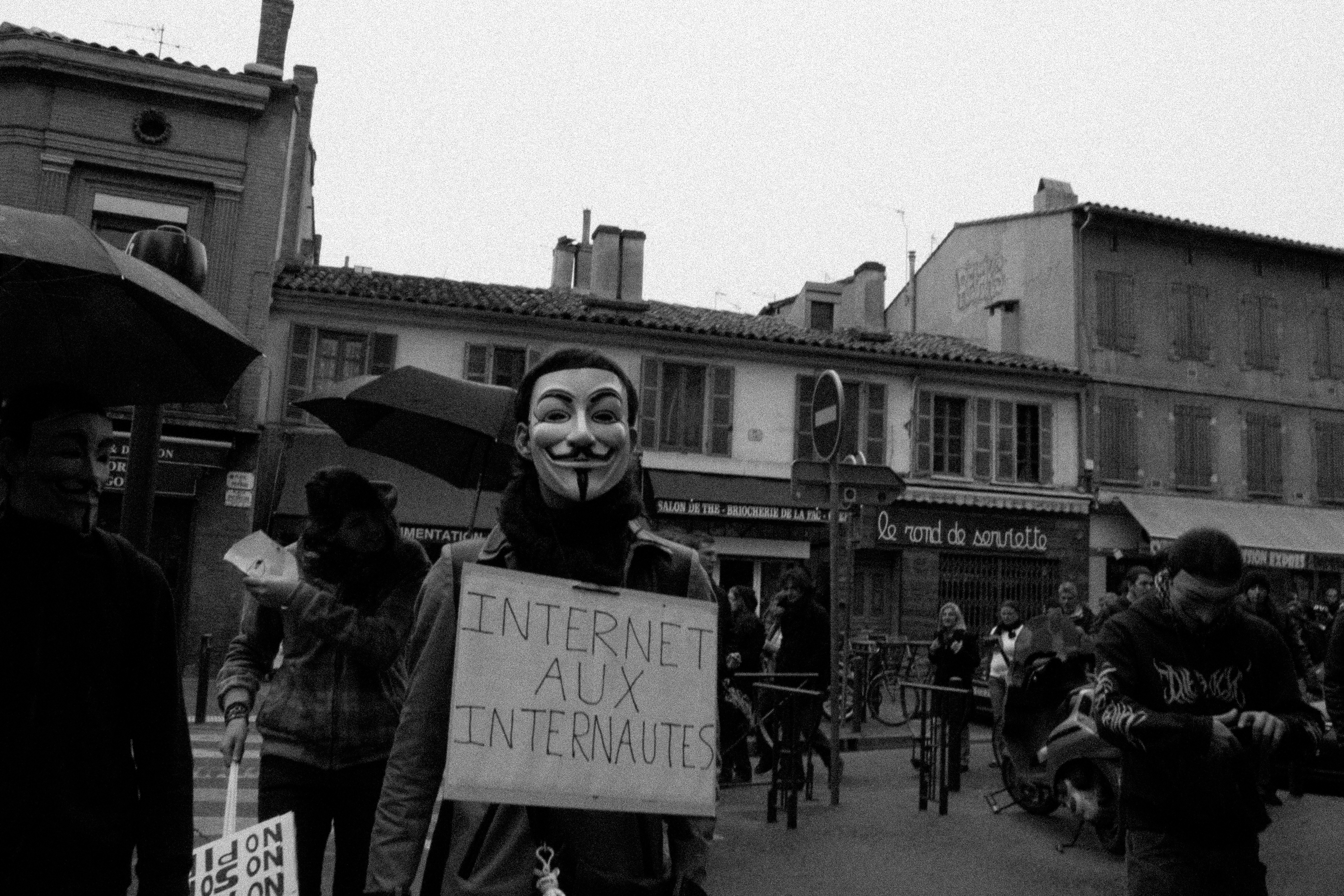
Manifestation le 28 janvier 2012 à Toulouse.

Le 8 juin 2008, l'Electronic Frontier Foundation (EFF) publie un article intitulé Sunlight for ACTA (De la lumière pour l'ACTA), qui réclame plus de transparence concernant ces négociations. L'EFF souligne que les négociations incluent des échanges d'informations (éventuellement de données personnelles) entre États parties au traité, et des mesures pour encourager les fournisseurs d'accès à internet (FAI) à collaborer avec les groupes chargés de la gestion des droits de propriété (SACEM, etc.). La Free Software Foundation a affirmé que l'ACAC menaçait directement le logiciel libre, entre autres en s'attaquant aux technologies peer-to-peer, telle BitTorrent. Le traité rendrait aussi impossible l'utilisation de logiciels libres pour lire des médias (musique ou audiovisuels), ceux-ci devant être livrés avec des protections DRM.
L'eurodéputée Eva Lichtenberger (Verts autrichiens) a rédigé en septembre 2008 une opinion préalable, pour le compte de la Commission des affaires juridiques du Parlement européen, où elle se préoccupait du « manque de transparence » des « négociations concernant l'ACTA », et en particulier de ses « rapports avec l'ADPIC » ainsi qu'avec l'« Organisation mondiale de la propriété intellectuelle (OMPI) ». Elle estime par ailleurs que la « Communauté ne dispose d'aucune compétence pour négocier » un tel accord, et « qu'il est important, lors de l'adoption de mesures de lutte contre la contrefaçon et le piratage, de respecter les droits fondamentaux tels que la protection de la vie privée et des données ». Enfin, Lichtenberg rappelle à la Commission européenne le droit de l'Union européenne, en lui signalant que « l'accord-cadre du 26 mai 2005 sur les relations entre le Parlement européen et la Commission prévoit que la Commission "informe le Parlement clairement et sans délai, tant pendant la phase de préparation des accords que pendant le déroulement et la conclusion des négociations internationales" ».
Par ailleurs, la FFII (Association pour une infrastructure de l'information libre) a porté plainte en janvier 2009 auprès du médiateur européen contre le Conseil de l'Union européenne en raison de la non-publication des projets d'accords, ce qui contredit, selon la FFII, le règlement 1049/2001 concernant l'accès aux documents administratifs,.
En novembre 2009, d'autres voix se sont élevées contre l'ACAC, surtout contre son mode de fonctionnement,,,,,.
En France, la Quadrature du net, Act Up-Paris, ou l'April s'opposent au projet,. En Belgique, l'association À l'Ère Libre, s'oppose au projet notamment en faisant signer aux candidats aux élections fédérales du 13 juin 2010 le « pacte de l'internet libre », un des trois « pactes des libertés numériques ».
Le 26 janvier 2012, jour de la signature du texte en Pologne, plus de 20 000 manifestants lui opposent leurs voix, aboutissant finalement à suspendre sa ratification.
Le 1er février 2012, le collectif d'« hacktivistes » Anonymous francophone publie une vidéo pédagogique dénonçant ACTA. Il mène par ailleurs de multiples actions et appelle à manifester dans de nombreux pays (détails : Chronologie des événements impliquant Anonymous).
Le 11 février 2012, le mouvement s'amplifie et des dizaines de milliers de personnes manifestent en Europe, principalement en Allemagne, mais aussi en France, contre l'accord européen ACTA.
Le 26 mars 2012, de nombreuses figures du Net français (Joueur du Grenier, RealMyop, CœurdeVandale, LinksTheSun, Usul, TheFantasio974, Bob Lennon et StateAlchemist) postent une vidéo anti-ACTA appelant à signer une pétition lancée par Avaaz.org et visant à stopper son adoption.

## Accords similaires
L'ACTA fait partie d'une panoplie de moyens utilisés par les différents représentants au commerce des États-Unis, de l'UE, du Japon et autres partisans d'une application étendue du droit de la propriété intellectuelle : des accords semblables sont en 2008 à l'étude par l'Organisation mondiale des douanes (OMD) sous le nom SECURE.
Certains accords bilatéraux de libre-échange entre les États-Unis, l'UE et des pays tiers contiennent également des dispositions similaires [réf. nécessaire]. Comme le montre cet article, les motivations derrière ACTA sont similaires à celles derrière Hadopi, SOPA, PIPA…